# 만수서로
만수서로(Mansuseo-ro)는 인천광역시 남동구 만수동에 있는 도로로, 총 연장은 1.229 km이다. 이름이 유래된 것은 만수로의 서쪽에 위치한 도로임을 반영하여 제명되었다.

## 역사
- 2009년 11월 16일 : 도로명으로 만수서로를 고시

## 주요 경유지
- 남동구
  - 만수3동 - 만수2동 - 만수4동

## 접촉하는 도로
- 백범로 (향촌입구삼거리)
- 만수로 (만수주공6단지아파트 부근)

## 주요 건물 및 시설
- 리더스휠 (만수서로 17/만수동 866-20)
- 위드캐슬 (만수서로 19/만수동 866-18)
- 부강빌딩 (만수서로 25/만수동 107-36)
- 향촌 아름프라자 (만수서로 35/만수동 1115-2)
- 향촌휴먼시아2단지 (만수서로 36/만수동 1116-1)
- 만수2동행정복지센터 (만수서로 46/만수동 1116-2)
- 쓰리제이프라자 (만수서로 52/만수동 1117-1)
- 포레시안 (만수서로 55/만수동 1115-1)
- 향촌 필러스프라자 (만수서로 60/만수동 1118-1)
- 만수새마을금고 (만수서로 66/만수동 1119-1)
- 만수지구대 (만수서로 68/만수동 1119-2)
- 남동청소년문화의집 (만수서로 70/만수동 1120-1)
- GS25 만수센터점 (만수서로 95/만수동 5-453)
- 신한프라자 (만수서로 101/만수동 6-43)
- 만수북중학교 (만수서로 117/만수동 10)

## 같이 보기
- 만수로